# 韓禎 (建文進士)
韓禎（1372年—？），字惟祥，河南開封府陳州項城縣人，民籍，明朝政治人物。進士出身。

## 生平
縣學生，河南鄉試第四十七名。建文二年（1400年）庚辰科會試第八十九名，殿試登進士三甲。

## 家族
曾祖父韓良臣、祖父韓遇春，父亲韓。